# Route 209 (Nouvelle-Écosse)
Pour les articles homonymes, voir Route 209.
La route 209 est une route secondaire de la Nouvelle-Écosse d'orientation ouest-est principalement, desservant le sud du Comté de Cumberland. Elle suit la côte Atlantique, à l'ouest de Parrsboro. De plus, elle mesure 58 kilomètres, et est une route pavée sur toute sa longueur.

## Tracé
La route 209 débute sur la route 242 à Apple River, près de la baie Chignecto. Elle commence par se diriger vers le sud pour une quinzaine de kilomètres, jusqu'à Point Hill, où elle tourne vers l'est. Elle suit ensuite la rive de la baie de Minas pour le reste de son parcours, traversant Brookville, Port Greville et Fox River. Elle est particulièrement sinueuse dans cette section. Elle se termine sur la route 2 au nord de Parrsboro.

## Intersections principales
| Route 209           |             |    |                                 |                          |
| Comté               | Location    | km | Intersection/Destinations       | Notes                    |
| Comté de Cumberland | Apple River | 0  | R-242, Joggings, River Hebert   | extrémité nord de la 209 |
| Comté de Cumberland | Parrsboro   | 58 | R-2, Springhill, Amherst, Truro | extrémité est de la 209  |